# NGC 2594
NGC 2594 is een lensvormig sterrenstelsel in het sterrenbeeld Kreeft. Het hemelobject werd op 29 maart 1865 ontdekt door de Duitse astronoom Albert Marth.

## Synoniemen
- MCG 4-20-56
- ZWG 119.106
- PGC 23704